# Sawadi
Sawadi (ou Al Sawadi) est une station balnéaire omanaise située à proximité de Mascate.
Dotée d'une belle plage, la station est un endroit prisé des vacanciers.